# Croisades contre le vice
Les croisades contre le vice - ou prophylaxie sociale - étaient des campagnes de nettoyage social organisées par l'organisation de guérilla péruvienne Movimiento Revolucionario Túpac Amaru (MRTA) contre les homosexuels, les prostituées, les toxicomanes et même les infidèles,.
L'objectif était l'élimination de ceux qu'ils considéraient comme des « déchets sociaux », en lançant, par l'intermédiaire du journal Cambio, des menaces constantes à leur encontre afin qu'ils « modifient leur vie ».
Les campagnes de nettoyage social ont été menées le plus souvent dans la jungle péruvienne, en particulier dans les départements du centre et de l'est de l'Amazonie péruvienne, tels que San Martín, Ucayali, Huanúco et Junín, où des actes de torture ont été enregistrés avant l'assassinat des victimes. Les corps des victimes ont été abandonnés ou retrouvés flottant dans les rivières de la région.
Le massacre de Tarapoto est l'une des plus importantes croisades du MRTA contre le vice.